# Campionati del mondo di mezza maratona 2012
I Campionati del mondo di mezza maratona 2012 (20ª edizione) si sono svolti il giorno 6 ottobre a Kavarna, in Bulgaria.

## Gara maschile

### Individuale
| Posizione | Atleta               | Nazionalità | Tempo    |
| --------- | -------------------- | ----------- | -------- |
| Oro       | Zersenay Tadese      | Eritrea     | 1h00'19" |
| Argento   | Deressa Chimsa       | Etiopia     | 1h00'51" |
| Bronzo    | John Nzau Mwangangi  | Kenya       | 1h01'01" |
| 4º        | Pius Maiyo Kirop     | Kenya       | 1h01'11" |
| 5º        | Stephen Kosgei Kibet | Kenya       | 1h01'40" |
| 6º        | Eliud Kipchoge       | Kenya       | 1h01'52" |
| 7º        | Jackson Kiprop       | Uganda      | 1h02'05" |
| 8º        | Stephen Mokoka       | Sudafrica   | 1h02'06" |
| 9º        | Tewelde Estifanos    | Eritrea     | 1h02'10" |
| 10º       | Kiflom Sium          | Eritrea     | 1h02'12" |
| 11º       | Belay Assefa         | Etiopia     | 1h02'17" |
| 12º       | Robert Kajuga        | Ruanda      | 1h02'22" |
| 13º       | Mulue Andom          | Eritrea     | 1h02'23" |
| 14º       | Giovani dos Santos   | Brasile     | 1h02'32" |
| 15º       | Augustus Maiyo       | Stati Uniti | 1h02'33" |

### A squadre
| Posizione | Squadra     | Atleti                                                    | Tempo    |
| --------- | ----------- | --------------------------------------------------------- | -------- |
| Oro       | Kenya       | John Nzau Mwangangi Pius Maiyo Kirop Stephen Kosgei Kibet | 3h03'52" |
| Argento   | Eritrea     | Zersenay Tadese Tewelde Estifanos Kiflom Sium             | 3h04'41" |
| Bronzo    | Etiopia     | Deressa Chimsa Belay Assefa Habtamu Assefa                | 3h05'43" |
| 4º        | Stati Uniti | Augustus Maiyo Luke Puskedra Ian Burrell                  | 3h09'56" |
| 5º        | Uganda      | Jackson Kiprop Nathan Ayeko Solomon Mutai                 | 3h10'20" |

## Gara femminile

### Individuale
| Posizione | Atleta                      | Nazionalità | Tempo    |
| --------- | --------------------------- | ----------- | -------- |
| Oro       | Meseret Hailu               | Etiopia     | 1h08'55" |
| Argento   | Feyse Tadese                | Etiopia     | 1h08'56" |
| Bronzo    | Paskalia Chepkorir Kipkoech | Kenya       | 1h09'04" |
| 4ª        | Lydia Cheromei              | Kenya       | 1h09'13" |
| 5ª        | Emebt Etea                  | Etiopia     | 1h10'01" |
| 6ª        | Pauline Njeri Kahenya       | Kenya       | 1h10'22" |
| 7ª        | Gemma Steel                 | Regno Unito | 1h11'09" |
| 8ª        | Tomomi Tanaka               | Giappone    | 1h11'09" |
| 9ª        | Mai Ito                     | Giappone    | 1h11'25" |
| 10ª       | Caryl Jones                 | Regno Unito | 1h11'52" |
| 11ª       | Sabrina Mockenhaupt         | Germania    | 1h12'04" |
| 12ª       | Asami Kato                  | Giappone    | 1h12'11" |
| 13ª       | Maegan Krifchin             | Stati Uniti | 1h12'29" |
| 14ª       | Lara Tamsett                | Australia   | 1h12'58" |
| 15ª       | Yoko Miyauchi               | Giappone    | 1h13'00" |

### A squadre
| Posizione | Squadra     | Atleti                                                           | Tempo    |
| --------- | ----------- | ---------------------------------------------------------------- | -------- |
| Oro       | Etiopia     | Meseret Hailu Feyse Tadese Emebt Etea                            | 3h27'52" |
| Argento   | Kenya       | Paskalia Chepkorir Kipkoech Lydia Cheromei Pauline Njeri Kahenya | 3h28'39" |
| Bronzo    | Giappone    | Tomomi Tanaka Mai Ito Asami Kato                                 | 3h34'45" |
| 4ª        | Regno Unito | Gemma Steel Caryl Jones Susan Partridge                          | 3h36'56" |
| 5ª        | Stati Uniti | Maegan Krifchin Adriana Nelson Shalane Flanagan                  | 3h40'40" |

## Medagliere
| Posizione | Paese    | Oro | Argento | Bronzo | Totale |
| --------- | -------- | --- | ------- | ------ | ------ |
| 1         | Etiopia  | 2   | 2       | 1      | 5      |
| 2         | Kenya    | 1   | 1       | 2      | 4      |
| 3         | Eritrea  | 1   | 1       | 0      | 2      |
| 4         | Giappone | 0   | 0       | 1      | 1      |
| Totale    | Totale   | 4   | 4       | 4      | 12     |